# Biserica evanghelică din Suceava

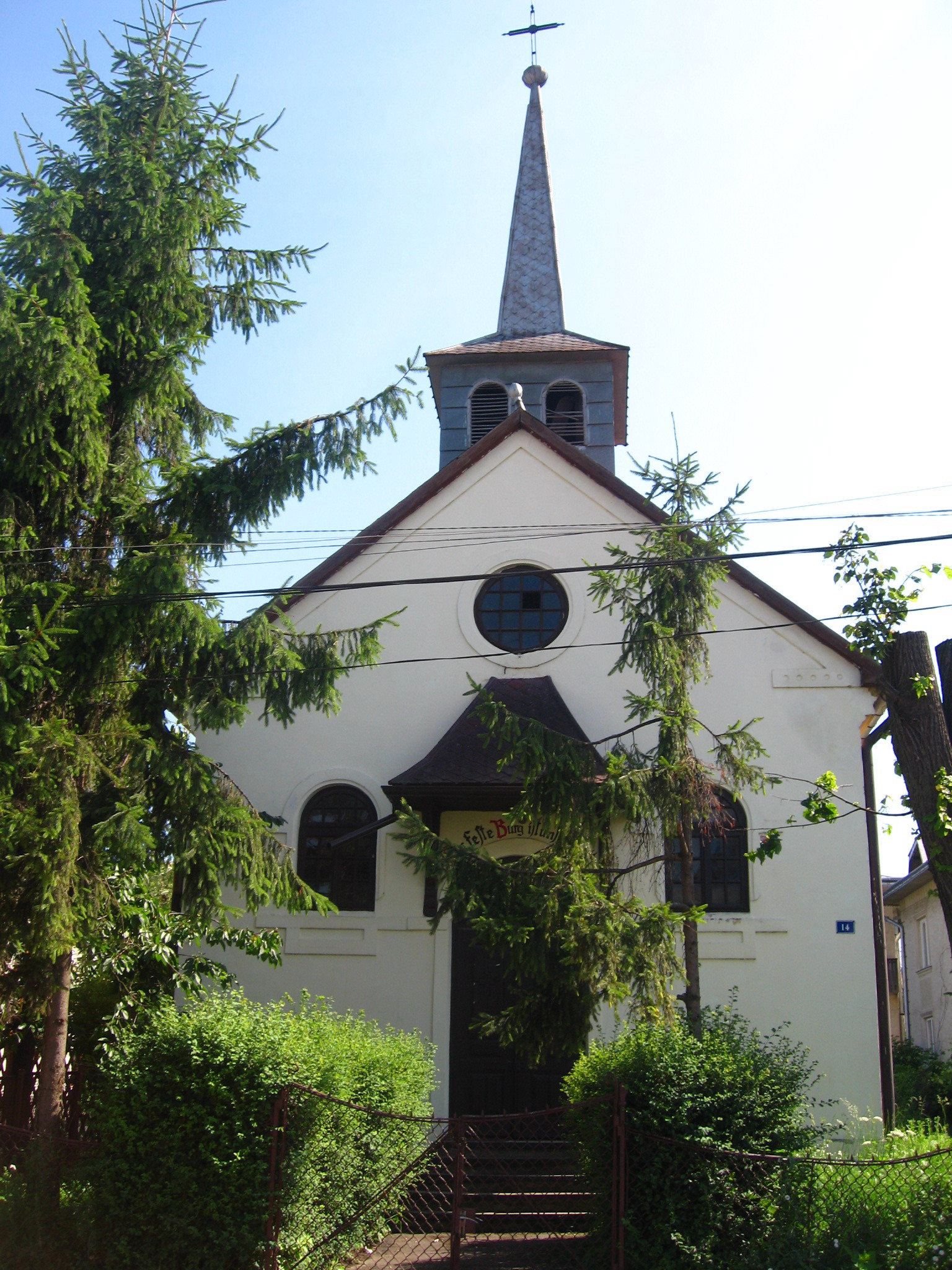
Biserica evanghelică din Suceava

Biserica evanghelică din Suceava este o biserică evanghelică de confesiune augustană din municipiul Suceava, care a fost construită în anul 1868 de comunitatea germană din oraș. Aceasta se află situată în strada Armenească nr. 14, lângă clădirea ce găzduiește Forumul Democrat al Germanilor din România (F.D.G.R./D.F.D.R.), filiala Suceava/Bucovina (germană Bukowina/Buchenland).

## Istoric
În orașul Suceava a existat încă din anul 1778 o numeroasă comunitate germană. Această comunitate a construit în anul 1868 (după cum atestă o plăcuță de pe zid) o biserică luterană, pentru a deservi necesitățile de cult ale credincioșilor germani de confesiune evanghelică. Biserica a fost construită în stil istoricist, cu un turn-clopotniță de factură neogotică la intrare. În afară de acest lăcaș de cult, comunitatea germană luterană mai avea Biserica Luterană din Ițcani, care este folosită astăzi de creștinii ortodocși.
În anul 1930 populația orașului Suceava era de 17.028 locuitori, dintre care 10.440 români (61,31%), 3.522 evrei (20,68%), 2.009 germani (11,79%), 433 polonezi (2,54%), 207 ruși, 173 ruteni, 85 armeni, 57 unguri, 42 țigani, 17 bulgari, 14 cehi și slovaci, 9 găgăuzi, 1 grec, 1 sârb, croat sau sloven, 7 de alte neamuri și 11 de etnie nedeclarată. După religie, locuitorii orașului erau grupați astfel: 10.314 ortodocși (60,57%), 3.533 mozaici (20,74%), 2.173 romano-catolici (12,76%), 388 greco-catolici (2,27%), 310 evanghelici (luterani) (1,82%), 130 baptiști, 92 armeno-gregorieni, 5 armeno-catolici, 3 reformați (calvini), 2 unitarieni, 2 adventiști, 28 fără religie (liber-cugetători), 19 de alte religii și secte și 29 de religie nedeclarată.
După cel de-Al Doilea Război Mondial, majoritatea germanilor din Bucovina (inclusiv din orașul Suceava) care au mai rămas după strămutarea din timpul războiului (germană Umsiedlung) au emigrat în Germania de Vest (R.F.G./B.D.R.), unii dintre ei întorcându-se ulterior.
Deoarece în prezent numărul germanilor de confesiune evanghelică este foarte redus, în această biserică sunt ținute slujbe religioase doar o dată pe lună de un preot evanghelic din Bistrița.
Deasupra intrării în biserică este scris cu caractere gotice⁠(d) următorul text în limba germană: „Ein feste Burg ist unser Gott”, i.e. „O cetate puternică este Dumnezeul nostru”, acesta fiind titlul unui cântec religios compus înainte de 1529 de Martin Luther (muzică și versuri).

## Imagini

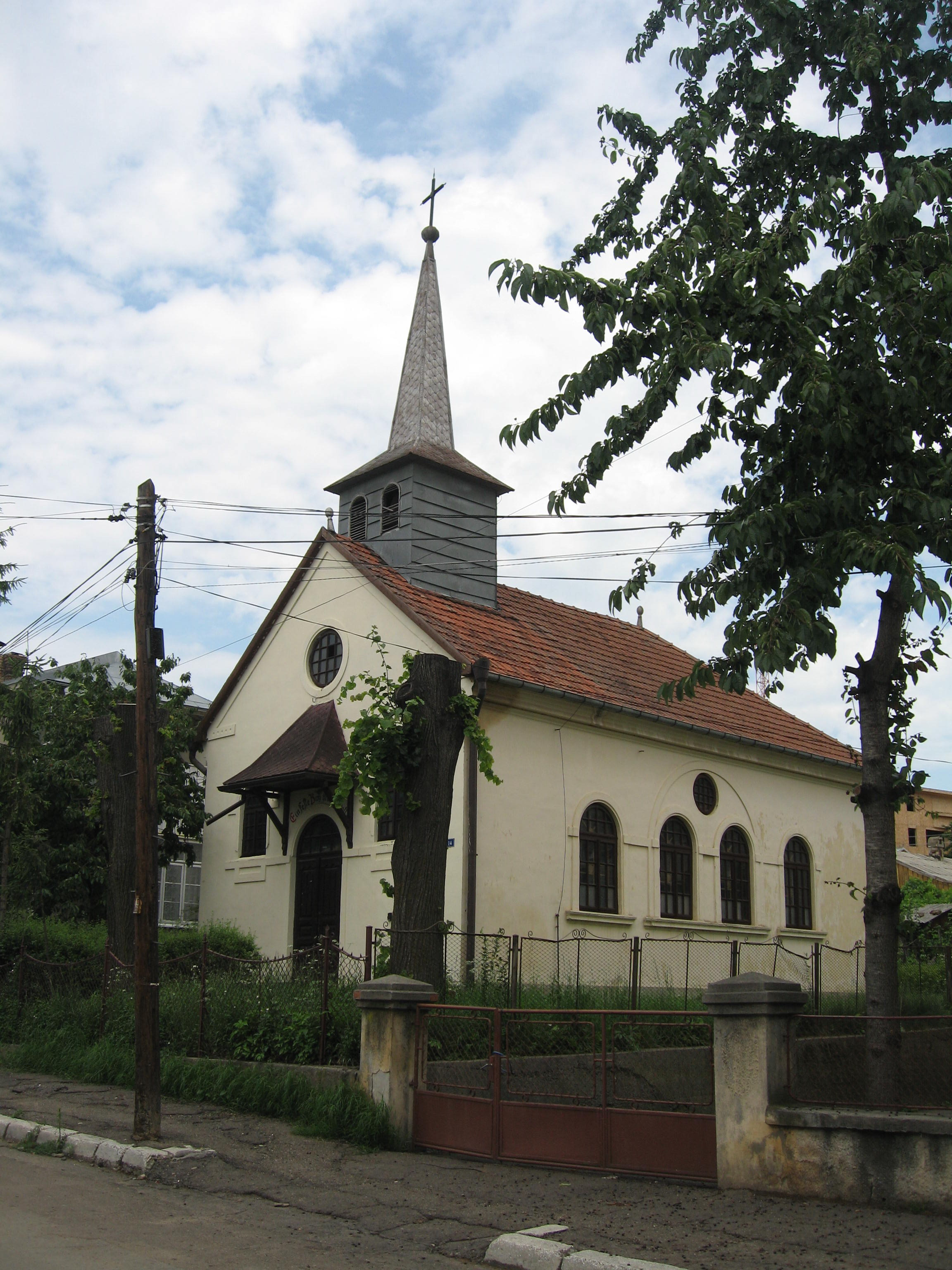
Biserica evanghelică din Suceava
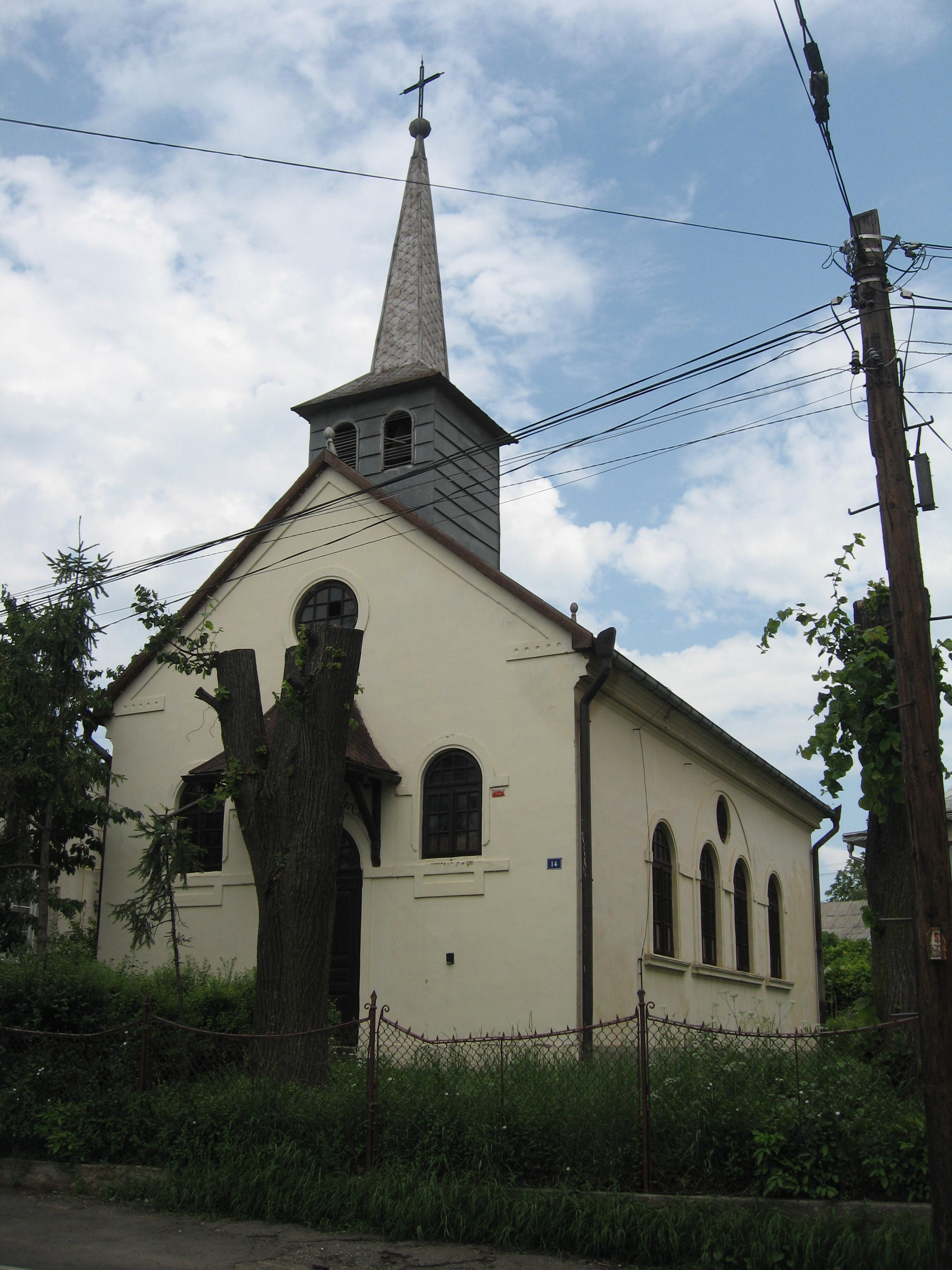
Biserica evanghelică din Suceava
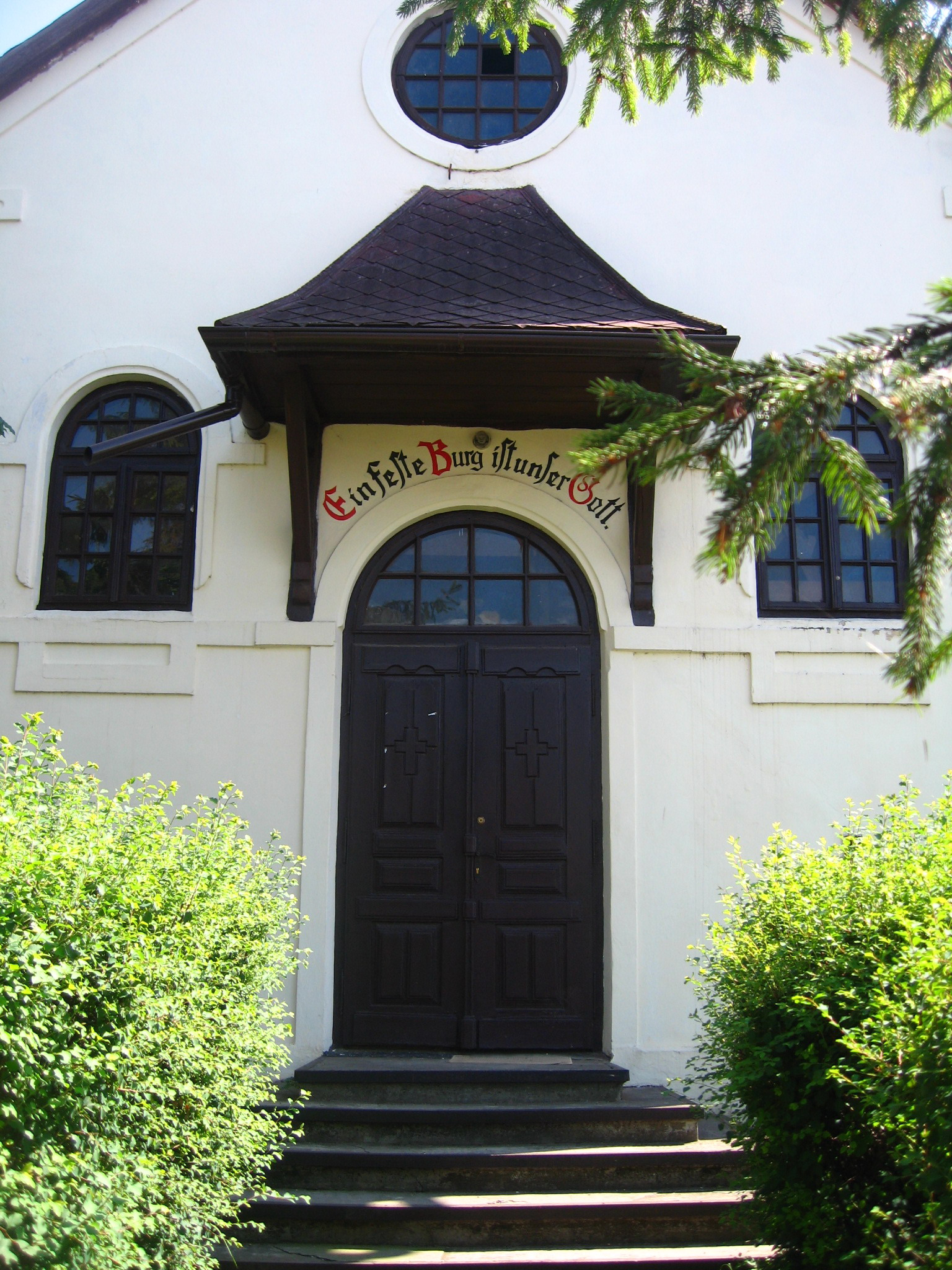
Intrarea în biserică